# Brett Howden
Brett Howden (* 29. März 1998 in Calgary, Alberta) ist ein kanadischer Eishockeyspieler, der seit Juli 2021 bei den Vegas Golden Knights in der National Hockey League unter Vertrag steht. Mit dem Team gewann der Center in den Playoffs 2023 den Stanley Cup.

## Karriere
Brett Howden wurde in Calgary geboren und wuchs in Oakbank auf, einem Vorort von Winnipeg in der kanadischen Provinz Manitoba. Im Jahre 2013 wurde er von den Moose Jaw Warriors im Bantam Draft der Western Hockey League (WHL) an fünfter Position ausgewählt und debütierte für das Team zum Ende der Saison 2013/14 in der ranghöchsten Juniorenliga der Region. In der Spielzeit 2015/16 verzeichnete der Center 64 Scorerpunkte in 68 Spielen und wurde im anschließenden NHL Entry Draft 2016 an 27. Stelle von den Tampa Bay Lightning berücksichtigt. In der folgenden Spielzeit 2016/17 übernahm er das Amt des Mannschaftskapitäns bei den Warriors, bevor er im Dezember 2016 einen Einstiegsvertrag bei den Lightning unterzeichnete. Gegen Ende der Saison gab er bei Tampas Farmteam, den Syracuse Crunch, in der American Hockey League (AHL) sein Profidebüt, kehrte jedoch in der Folge für ein letztes Jahr in die WHL nach Moose Jaw zurück.
Unterdessen wurde Howden im Februar 2018 samt Wladislaw Namestnikow, Libor Hájek, einem Erstrunden-Wahlrecht für den NHL Entry Draft 2018 sowie einem weiteren Zweitrunden-Wahlrecht an die New York Rangers abgegeben. Aus Letzterem soll eines für die erste Draftrunde werden, sofern die Lightning in den nächsten zwei Jahren den Stanley Cup gewinnen. Im Gegenzug wechselten Ryan McDonagh und J. T. Miller nach Tampa. Im Rahmen der Vorbereitung auf die Saison 2018/19 erspielte sich Howden schließlich einen Platz im Aufgebot der Rangers, sodass er im Oktober 2018 in der National Hockey League (NHL) debütierte. Dort etablierte er sich im weiteren Verlauf.
Nach drei Jahren bei den Rangers wurde Howden im Juli 2021 an die Vegas Golden Knights abgegeben, während im Gegenzug Nick DeSimone sowie ein Viertrunden-Wahlrecht im NHL Entry Draft 2022 nach New York wechselten. Mit den Golden Knights gewann er in den Playoffs 2023 den ersten Stanley Cup der noch jungen Franchise-Geschichte.

### International
Auf internationaler Ebene sammelte Howden im Rahmen der World U-17 Hockey Challenge 2014 im November erste Erfahrungen, bei der das Team den fünften Platz belegte. Auf U18-Niveau errang er mit der kanadischen Auswahl eine Bronzemedaille bei der U18-Weltmeisterschaft 2015 und eine Goldmedaille beim Ivan Hlinka Memorial Tournament 2015, ehe bei der U18-WM 2016 ein vierter Platz folgte. Anschließend vertrat der Angreifer die kanadische U20-Nationalmannschaft bei der U20-Weltmeisterschaft 2018 und gewann dort mit dem Team die Goldmedaille.

## Erfolge und Auszeichnungen
- 2015 Bronzemedaille bei der U18-Weltmeisterschaft
- 2015 Goldmedaille beim Ivan Hlinka Memorial Tournament
- 2016 Teilnahme am CHL Top Prospects Game
- 2018 Goldmedaille bei der U20-Weltmeisterschaft
- 2023 Stanley-Cup-Gewinn mit den Vegas Golden Knights

## Karrierestatistik
Stand: Ende der Saison 2024/25

### International
Vertrat Kanada bei:
| - World U-17 Hockey Challenge 2014 (November) - U18-Weltmeisterschaft 2015 - Ivan Hlinka Memorial Tournament 2015 | - U18-Weltmeisterschaft 2016 - U20-Weltmeisterschaft 2018 |

(Legende zur Spielerstatistik: Sp oder GP = absolvierte Spiele; T oder G = erzielte Tore; V oder A = erzielte Assists; Pkt oder Pts = erzielte Scorerpunkte; SM oder PIM = erhaltene Strafminuten; +/− = Plus/Minus-Bilanz; PP = erzielte Überzahltore; SH = erzielte Unterzahltore; GW = erzielte Siegtore; 1 Play-downs/Relegation; Kursiv: Statistik nicht vollständig)

## Persönliches
Sein älterer Bruder Quinton Howden (* 1992) ist ebenfalls Eishockeyspieler, lief in der NHL für die Florida Panthers und Winnipeg Jets auf und vertrat Kanada bei den Olympischen Winterspielen 2018.